# مايكل جونسون (سياسي أسترالي)
ميخائيل جونسون (بالإنجليزية: Michael Johnson)‏ هو سياسي أسترالي، ولد في 31 يناير 1970 في هونغ كونغ في الصين. حزبياً، نشط في الحزب الليبرالي الأسترالي. وقد انتخب عضو مجلس النواب الأسترالي عن دائرة Division of Ryan ‏ (10 نوفمبر 2001 – 21 أغسطس 2010).